# Carl Larsson
Pour les articles homonymes, voir Larsson.
 (mai 2025).
Si vous disposez d'ouvrages ou d'articles de référence ou si vous connaissez des sites web de qualité traitant du thème abordé ici, merci de compléter l'article en donnant les références utiles à sa vérifiabilité et en les liant à la section « Notes et références ».
 (mai 2025).

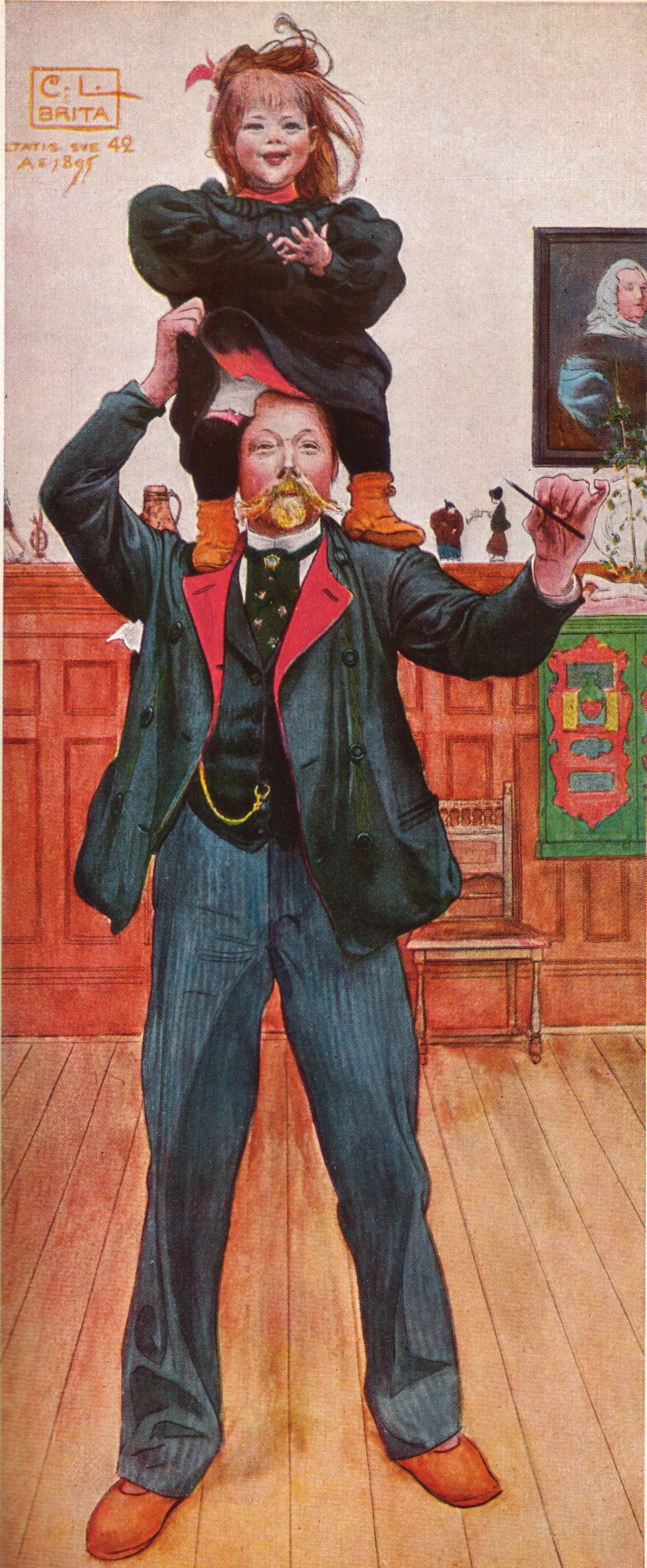
Autoportrait avec sa fille Brita (1895).

Carl  Larsson, né le 28 mai 1853 à Stockholm et mort le 22 janvier 1919 à Sundborn, près de Falun, est un artiste suédois, dessinateur et illustrateur, peintre et aquarelliste, peintre de cartons de tapisserie et de compositions murales, fresquiste et décorateur d'intérieur.
Par ses œuvres pittoresques et variées, ce peintre d'extraction modeste, francophile, fait vivre sa famille de son labeur, conserve une farouche indépendance de pensée et affirme des valeurs anticonformistes parfois contre le dogmatisme académique de son époque tout en devenant paradoxalement le peintre idyllique de la bourgeoisie suédoise. Il est également très populaire en Allemagne.

## Enfance et formation

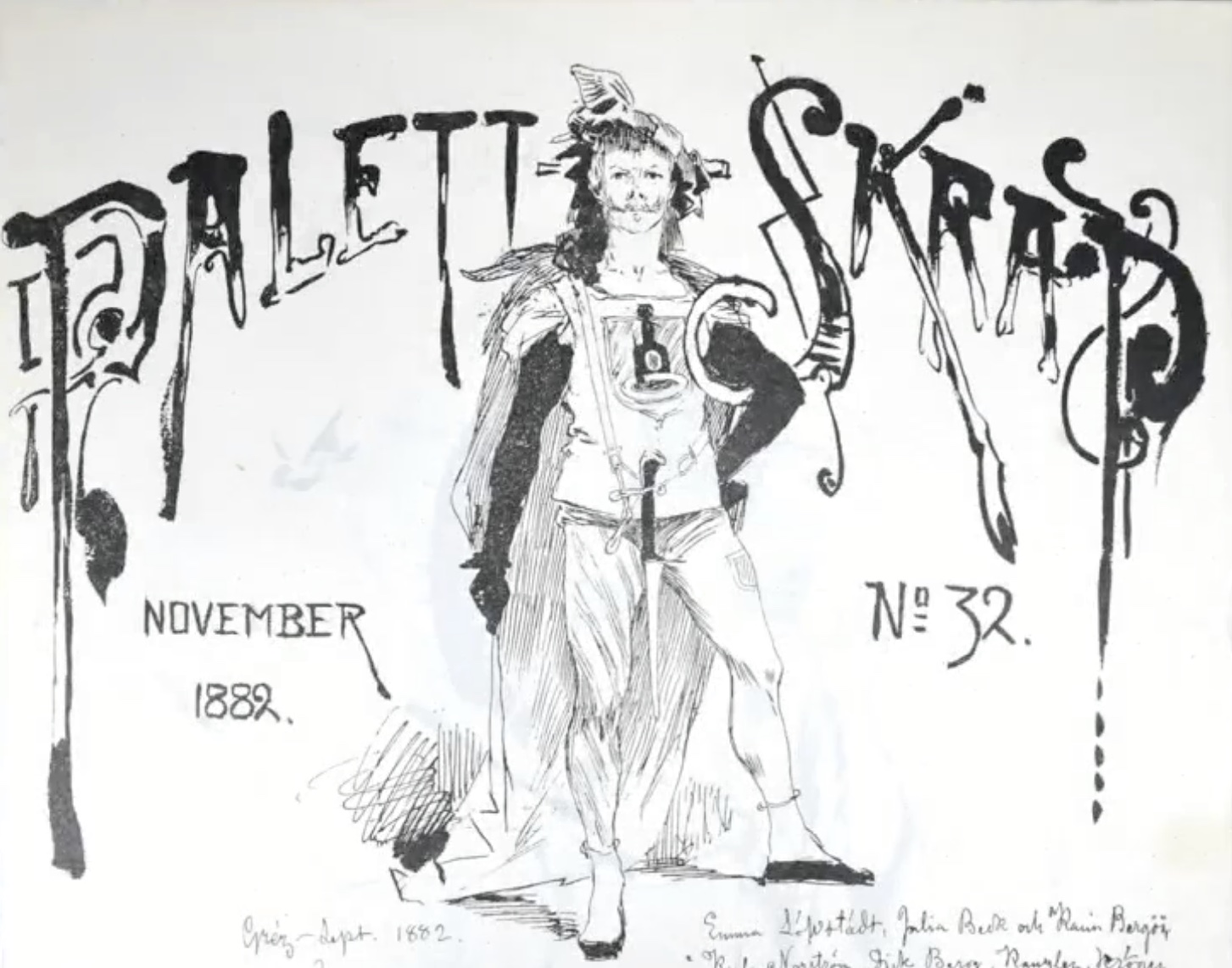
Page de couverture de Palett-Skrap no 32, en novembre 1882.

Né le 28 mai 1853 dans une famille modeste de Gamla stan, la vieille ville de Stockholm, Carl Olof Larsson a une enfance assez malheureuse. À l'âge de treize ans, il est dans une école pour enfants pauvres quand son professeur l'incite à postuler à la principskola de l'académie royale des arts de Suède, où il est finalement admis. Pour subvenir à ses besoins, il est — durant les fins de semaine et fins de soirées — retoucheur de photographies en 1866, puis, après 1871, dessinateur de la revue Kasper. Pendant ses premières années dans cette prestigieuse institution, il est peu à l'aise, étant très timide et se sentant inférieur à ses camarades bourgeois. En 1869, à seize ans, il passe dans une classe plus prestigieuse de la même académie, où il prend confiance en lui-même, s'investissant même dans la vie étudiante. Il participe ainsi avec Julia Beck, Hugo Hörlin (sv), Hugo Birger Pettersson, Signe Sohlman (sv), etc. au journal des étudiants, Palett-Skrap (sv)("Le grattoir à palette"), qui paraîtra de 1877 à 1904, et où il publie des dessins.
Devenu peintre d'histoire, il reçoit une médaille d'or pour ses contributions à l'histoire de la Suède. Grâce à quoi une bourse lui permet de gagner Paris en 1876/1877 et de passer quelques mois au sein de l'école de Barbizon. C'est au cours de ce premier séjour parisien qu'il découvre en 1876 la colonie artistique établie à Grez-sur-Loing, près de Fontainebleau, une communauté internationale d'artistes. Il lui rend visite épisodiquement et commence à peindre des tableaux anecdotiques sur les simples joies de la vie à la campagne et dans les jardins. Ces toiles se situent dans le courant général d'alors dominé par l'impressionnisme, mais Carl Larsson y met une note personnelle, avec une finesse de trait combinée à une préférence pour les teintes vaporeuses et transparentes qui le conduiront de plus en plus à s'exprimer à travers l'aquarelle.
Tout en continuant à travailler comme illustrateur de livres ou des journaux ainsi qu'il l'a fait assidûment depuis de nombreuses années, il s'installe à Paris de 1880 à 1885. Son travail acharné de peintre académique n'est pas couronné de succès, mais le Suédois découvre et apprend avec avidité et fascination toutes les techniques françaises, souvent adaptées ou proches de celle du monde anglo-saxon. Ses idées anticonformistes se renforcent au contact du peintre suédois Ernst Josephson et des dessinateurs et artisans de l'illustration parisienne.
Interrogé en 1882 par la presse française, le jeune artiste prometteur répond avec franchise : « Je suis suédois et - tenez-vous bien - socialiste. Je veux faire profiter, je veux faire se réjouir, non pas un seul être, mais tous ». Son engagement n'apparaît nullement dogmatique et encore moins dépendant d'une ligne idéologique, il semble proche de l'anarcho-socialisme des milieux populaires et artistiques les mieux éduqués, mais l'aveu reste rare et singulier à l'époque.
En 1882, dans la communauté d'artistes à Grez-sur-Loing, qu'il fréquente assidûment depuis 1880, et qui est devenue majoritairement scandinave, il rencontre la jeune Suédoise Karin Bergöö (1859–1928), qui devient  son modèle[réf. nécessaire]. Il l'épouse à Stockholm le 11 juin 1883, au cours d'un bref séjour en Suède. Quelques jours après son retour à Grez, qui est d'après l'artiste « l'endroit idéal pour passer sa lune de miel », il peint l'aquarelle intitulée La Jeune Mariée. Cette époque est un tournant dans la vie de Larsson, qui peint certaines de ses plus importantes œuvres à Grez, délaissant la peinture à l'huile pour réaliser des aquarelles à sujets champêtres et à couleurs claires. Ce sont d'ailleurs deux aquarelles, intitulées La Citrouille et La Gelée blanche, médaillées au Salon des artistes français, qui lui apportent un vif succès à Paris et à Berlin. Présent dans la capitale allemande, le poète Jules Laforgue salue un maître de l'enluminure.

## Un artiste polyvalent de premier plan

Petit déjeuner sous le grand bouleau, aquarelle (1896).

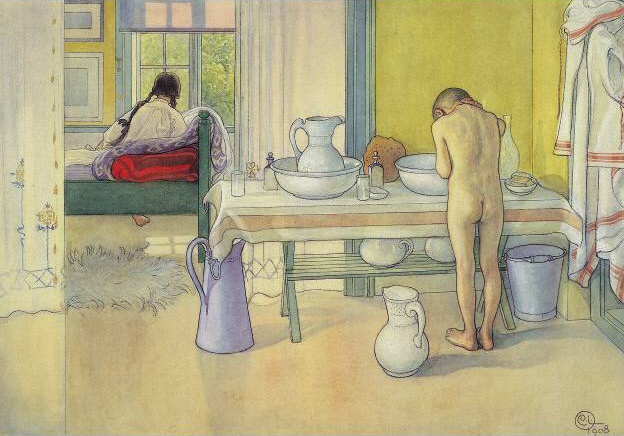
Matin d'été, aquarelle (1908).

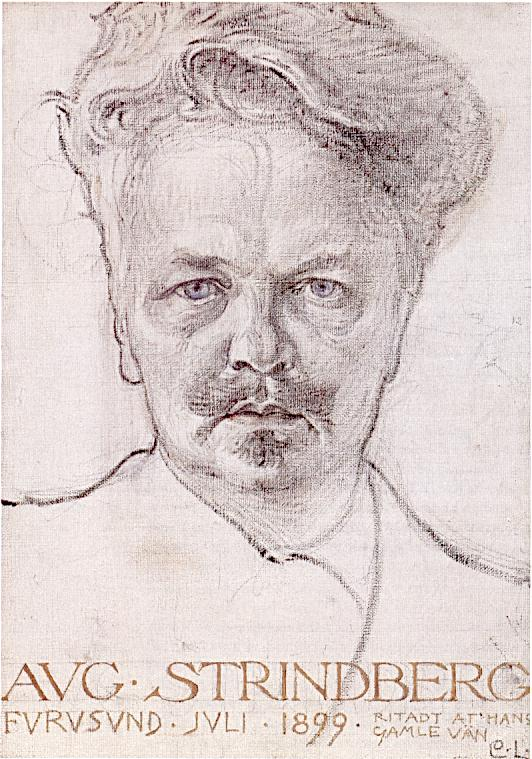
Portrait d'August Strindberg, dessin (1889).

Sa notoriété européenne lui permet d'être nommé professeur à l'école des Beaux-arts de Göteborg avant 1885. Il peut désormais fonder une famille et continuer la peinture à l'huile tout en continuant une abondante œuvre graphique.
Alors qu'il séjourne à Paris fin 1888, il réalise trois grandes huiles sur l'histoire de l'Art : la Renaissance, le Rococo, l'Art moderne. Ces toiles sont ses premières grandes œuvres. Il les expose, avec d'autres peintures et aquarelles, à l'exposition universelle de Paris en 1889 où il remporte une médaille d'or. L'artiste suédois renommé expose aussi la même année à la Société nationale des Beaux-arts, avant d'en devenir membre sociétaire en 1890. Le peintre ne délaisse pas pour autant le dessin sur le vif, au besoin pour réaliser des portraits — ainsi, celui d'August Strindberg, en 1899.
Il reste un artiste polyvalent aux créations de dimensions modestes, à la fois illustrateur et dessinateur, aquarelliste et peintre, décorateur et fresquiste, et voire tardivement graveur et lithographe.
L'illustrateur a été influencé par le modèle français et anglais. Ayant acquis une notoriété, il est sollicité par Anna Maria Lenngren : il illustre ses Poèmes à Paris en 1884, puis ses Contes en 1885. Il devient l'illustrateur attitré de l'œuvre d'August Strindberg. Il sait aussi se placer dans le droit fil de la tradition artistique et folklorique suédoise. Mais cela ne l'empêche pas de réaliser des cartons de tapisserie modernes.
Le dessinateur excelle dans les esquisses improvisées. À partir de 1890, son dessin d'illustration prend une allure japonisante par les contours. Larsson est également un des premiers auteurs de bande dessinée suédois, avec quelques histoires en images.
L'aquarelliste connaît un vif succès à partir de sa série de scènes de plein air initiée en 1884. Ainsi l'aquarelle Céramique, visible autrefois au musée du Luxembourg à Paris, montre un dessin soucieux de la netteté du trait.
Le peintre utilise la notoriété de l'aquarelliste, mais il mise sur le symbolisme qu'il a appris au cours de sa réflexion sur la peinture d'histoire. La toile intitulée Fille d'Ève anticipe le goût à la mode de la voluptueuse Belle Époque.
La décoration et les grands chantiers attirent ce spécialiste d'histoire suédoise. En 1890, il est invité à présenter des scènes en cartons destinées à la décoration du National Museum de Stockholm. En 1892, il reçoit commande d'une série de peintures décoratives à l'attention de l'école des filles de Göteborg. Le thème est l'histoire des femmes suédoises au cours des âges.
Le fresquiste décore en 1896 le hall des grands escaliers du Musée national de Stockholm, avec six grandes fresques à l'huile ainsi que le plafond du théâtre royal. Il réalise entre 1906 et 1907 les fresques sur La Naissance du drame au théâtre dramatique de la capitale.
Le décor sur le thème de vieilles sagas au musée national de Stockholm s'inscrit dans le cadre du symbolisme synthétique, sous l'influence directe de Gauguin. Au-delà des influences de la peinture française, l'artiste reste fidèle à l'art ancien des écoles du Nord, typiquement représenté par la gravure. Il garde un amour du détail, le dessin précis aux contours sombres permet de générer des formes claires et des arabesques. L'homogénéité de son art lui vaut de fortes critiques et fait naître une querelle artistique suédoise : Carl Larsson est accusé de reproduire dans ses multiples registres artistiques son art de l'illustration.
Par l'ampleur et la multiplicité de son œuvre, redécouvert s'il en était besoin à l'exposition Lumière du Nord de Paris en 1987, le legs artistique de Carl Larsson appartient à ceux des grands artistes scandinaves contemporains, en tous cas majeurs avant le remodelage des arts européens et ses brisures consommées après la Grande Guerre. Il peut être rapproché singulièrement de celui d'Erik Werenskiold qui a été un intelligent organisateur du champ artistique norvégien. Les deux maîtres proposent une vision du monde empreinte d'un optimisme serein et savent trouver à leur manière une touche de fantaisie ou un rappel symbolique à la gravité morale. Mais sur le plan du champ artistique, le suédois Carl Larsson, créateur farouche indépendant, n'a occupé qu'une position marginale, autant isolé par son mode de vie familial que par une contestation du statut tacitement imposé à l'artiste bourgeois.

## Un peintre intimiste de sa famille et de sa maison

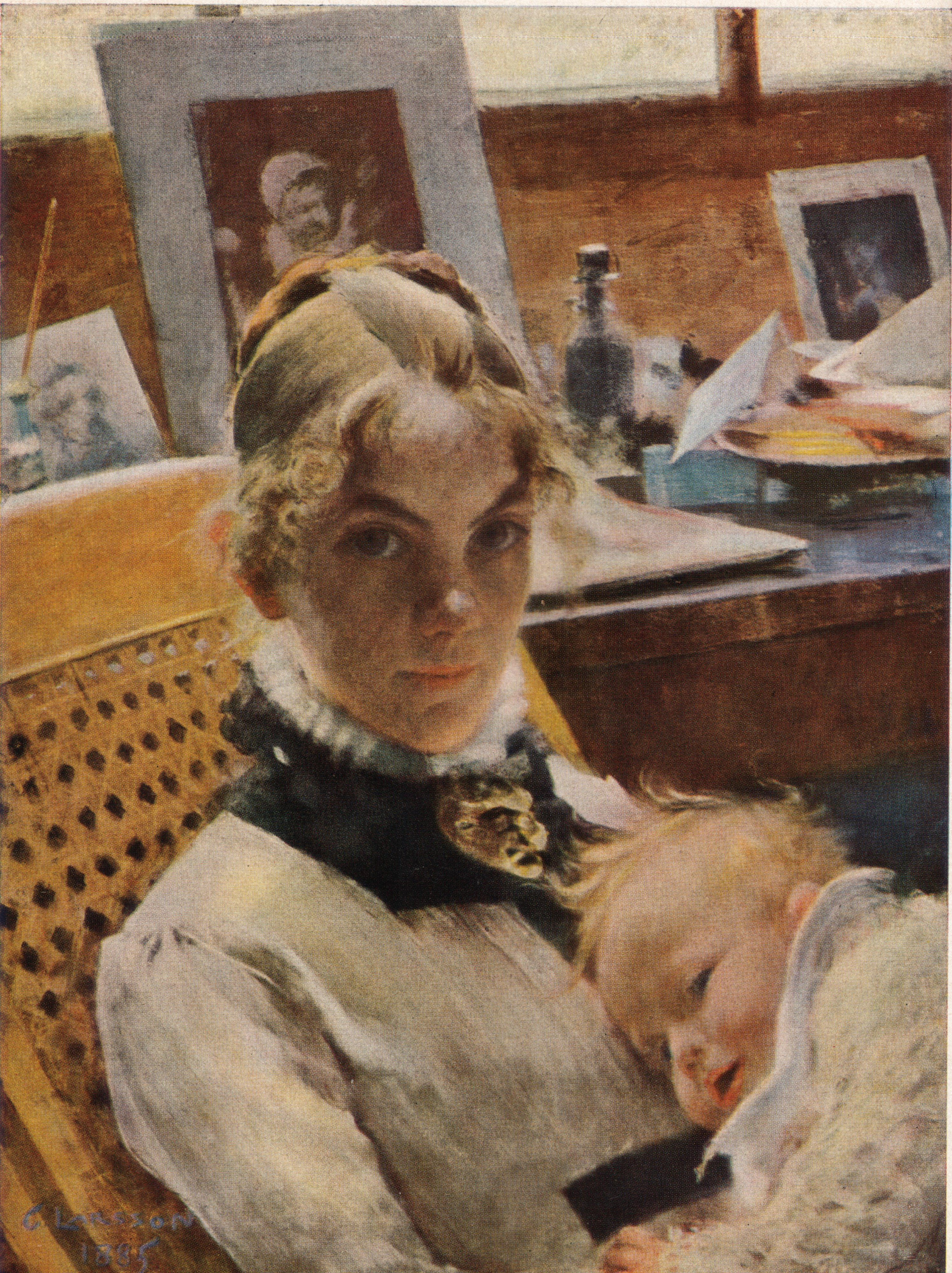
Sa femme Karin Bergöö avec leur fille Suzanne, aquarelle (1885).

La famille Larsson a huit enfants : Suzanne (1884), Ulf (1887, mort à 18 ans), Pontus (1888), Lisbeth (1891), Brita (1893), Mats (1894, mort à 2 mois), Kersti (1896) et Esbjörn (1900). À partir de l'installation progressive à Sundborn en Dalécarlie, la petite famille et la maison qu'il agrandit et ne cesse d'embellir tendent à devenir les principaux sujets de Larsson dès 1890. En 1888, alors que la famille réside à Stockholm, le père de Karin, Adolf Bergöö, leur offre une petite maison à Sundborn, près de Falun. Les époux la décorent et meublent suivant leurs goûts artistiques. À travers les livres et les peintures de Larsson, cette maison, d'abord résidence estivale puis maison de famille, est devenue une des demeures d'artistes les plus célèbres de par le monde. Elle est actuellement encore la possession des descendants de la famille, qui l'ouvrent tous les ans aux touristes, de mai à octobre.

## Un regard sur le monde de l'art

Le Temple d'Uppsala (Midvinterblot) 1915.

L'artiste indépendant n'hésite pas à lutter contre les idées reçues. Il se brouille aussi avec ceux qui veulent se servir de son succès pour imposer et justifier une esthétique. L'équilibre des compositions, la nuance des couleurs doivent être recherchées par chaque artiste. En 1898, fidèle au constat autrefois partagé avec Ernst Josephson, Carl Olaf Larsson refuse un poste de professeur à l'académie des Beaux-Arts de Stockholm.
L'artiste considère ses œuvres monumentales, les fresques dans les écoles, la décoration dans les musées et d'autres bâtiments publics, comme ses réalisations les plus importantes. La dernière œuvre monumentale, Midvinterblot, créée en 1915 pour le dernier mur des escaliers du musée national des Beaux Arts de Stockholm, est refusée par la direction du musée (cette œuvre et cet élément biographique ont inspiré le roman Sacrifice à la lune). Elle n'est installée tardivement à cette place qu'en 1992. Dans ses mémoires, Jag (« Je », c'est-à-dire « Moi-même »), publiées après sa mort, Carl Larsson encore fâché par la polémique et le retrait déclare son amertume et sa déception face au refus de ce qu'il considérait comme son chef-d'œuvre.

## Postérité
La popularité de Larsson a grandement progressé avec le développement de l'impression couleur dans les années 1890, lorsque l'éditeur suédois Bonnier publie des livres écrits et illustrés par Carl Larsson, et contenant des reproductions de ses aquarelles. Il écrit et illustre à l'aide des œuvres intimes un album Ett hem (Un  Foyer) en 1899. Il publie sur le même thème l'album Åt solsidan (Du Côté du soleil) en 1910.
À l'usage du public allemand, en 1909, l'éditeur allemand Karl Robert Langewiesche (1874–1931) publie sur le même principe Das Haus in der Sonne, qui devient rapidement un best-seller, vendu à travers l'Allemagne à 40 000 exemplaires, et réédité plus de 40 fois jusqu'en 2001. Ce succès qui a fait l'étonnement des époux Larsson s'est perpétué bien au-delà de leurs vies. Il faut signaler que le décor lumineux de leur maison en Dalécarlie, qu'il soit représenté sur des séries d'aquarelles, reproduit à l'aide de photographies ou observé par l'œil du visiteur, a notablement influencé l'architecture et la décoration d'intérieur en Scandinavie.
De nombreuses expositions rétrospectives lui ont été consacrées, en France comme en Suède, etc.

## Œuvres

A Bite ! (Une prise !), par Carl Larsson, collection du Nationalmuseum

- Musée des beaux-arts de Göteborg : Octobre, 1882. Triptyque Fürstenberg (Rococo, La Renaissance et L'Art moderne), 1889. Autoportrait devant la glace, 1900.
- Musée d'Helsinki
- Musée de Stockholm (Nationalmuseum) :Peinture en plein air, 1885 -  Le peintre de plein air en plein hiver, 1886 - Portrait de Strindberg, 1889 - Convalescence, 1899 - Le panneau "A Swedish fairy" Tale , de 1897, dans lequel l'artiste a réalisé tant les peintures latérales que la sculpture en ronde bosse de la partie centrale.

- Mora (Suède) (collection Zorn) : Fille d'Ève, 1884.

Autres lieux :

- Huiles sur toile : Nature morte aux fleurs, Deux enfants dans un paysage d'été, 1877, Jeune fille dans un paysage fleuri, Fillette, Fillette à la fenêtre, L'Atelier du sculpteur, Falsk Holbein, Portrait de femme, La Fille de la sorcière, 1881, Heksens døtter 1881, Le Jeu de cache-cache, L'Enfant au cheval de bois, 1900, Vénus, 1904, Jour de fête, 1904, Un Lapon, 1910.

- Aquarelles : La Route du village, Soirée sous la lampe, Petite fille dans une chambre d'enfant, Femme lisant un journal au bord du chemin, 1886, Mes biens-aimés (aquarelle sur papier)...
- Autres techniques : Le Repas du soir (encre et aquarelles), Portrait de Anne-Marie Warburg, 1893 (aquarelle et gouache), Tournesols (encre, aquarelles et gouache), Jeune homme debout, 1884 (plume), Portraits de jeunes filles (fusain et craie de couleur), Couple de jeunes gens dans un intérieur (plume), La fille du peintre dans un jardin (gouache et plume), Croquis de chevaux et vaches au pâturage (crayon).

## Fictions
- La vie de Carl Larsson et de son entourage a inspiré à Philippe Delerm le roman Sundborn ou les Jours de lumière, Éditions du Rocher, Monaco, 1996  (ISBN 2-268-02342-7).